# Thiene (famiglia)

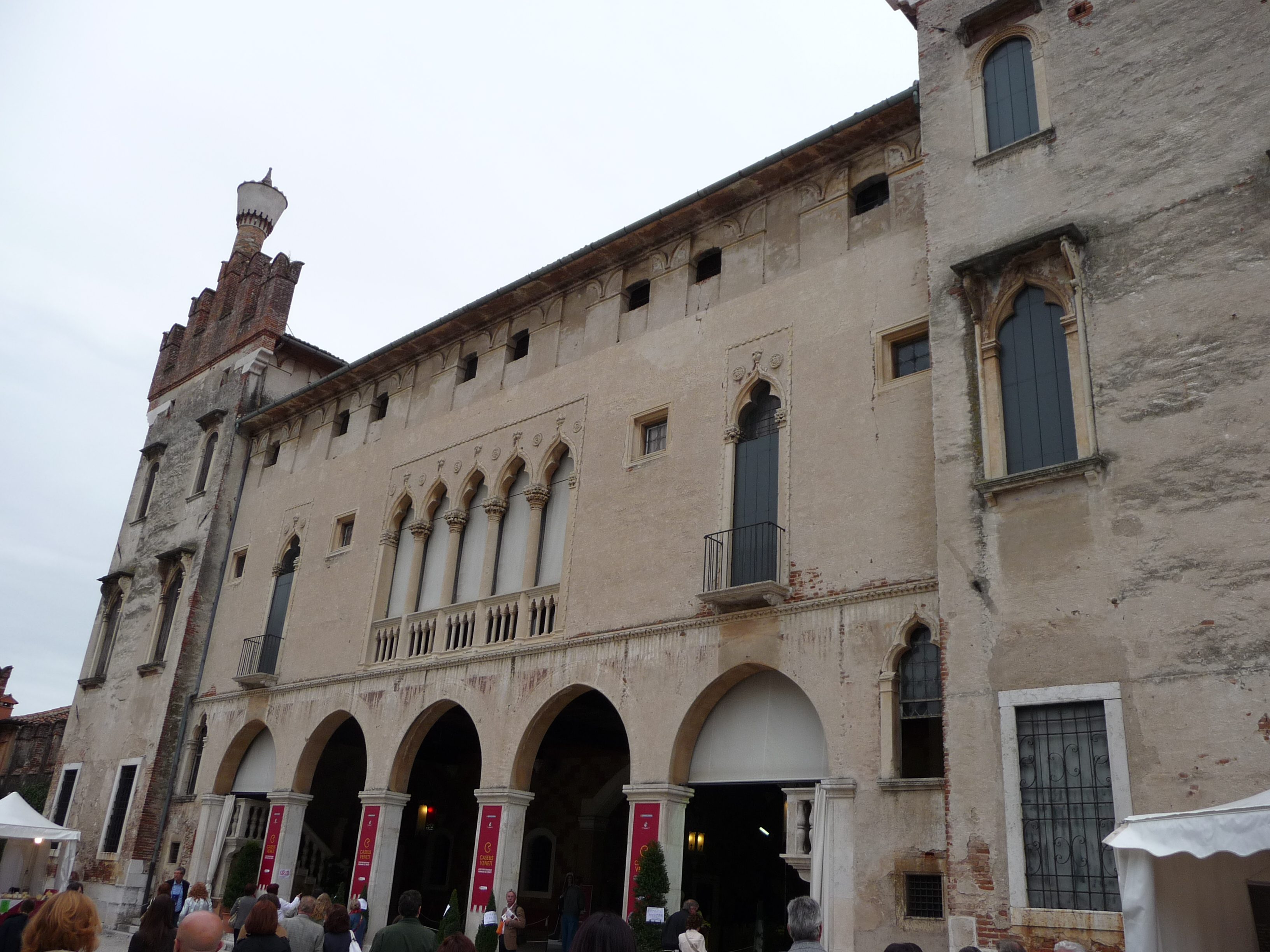
Castello Porto Colleoni Thiene a Thiene (Vicenza)

I Thiene sono un'antica famiglia originaria dal nord Europa; alcuni membri scesero e si stabilirono in provincia di Vicenza.

## Stemma araldico

Stemma originario

D'azzurro, al palo increspato d'argento.

## Storia
Nella documentazione antica i Thiene dichiaravano di professare la legge Salica, erano germanici provenienti dal nord Europa, antica stirpe dei De Thiennes i quali presero il cognome dalla località Thiennes nelle Fiandre. Il primo membro della famiglia conosciuto in Italia è Uguccione divenuto cardinale nel 1191 nominato da papa Celestino III alla presenza dell'imperatore, era un suo pronipote il Vincenzo del fu Tealdino da Arsiero  citato nel 1280, che svolgeva, per sua stessa ammissione al momento del testamento, l'attività di usuraio a Thiene e nella campagna circostante. I figli continuarono l'attività del padre, incrementando rapidamente il patrimonio familiare, e pur mantenendo Thiene come area di interesse principale, nel primo decennio del Trecento si trasferirono a Vicenza, dove i magistrati cittadini avevano il compito di sostenere i prestatori nel recupero dei loro crediti.
Durante la dominazione scaligera il successo economico e l'ascesa sociale della famiglia Thiene crebbero con rapidità, ed alcuni dei suoi membri ricoprirono importanti cariche signorili e cittadine, come il giudice Simone, l'ecclesiastico Uguccione o Giovanni nominato cavaliere e poi viceré degli Abruzzi. L'abilità di quest'ultimo alla corte di Gian Galeazzo Visconti gli valse i favori anche di questa signoria, che confermò in feudo ed accrebbe ulteriormente i numerosi beni posseduti dalla famiglia nel vicentino e nel veronese.
Iacopo figlio di Clemente ebbe nel 1387 un ruolo di rilievo nel passaggio di Vicenza dalla signoria scaligera a quella viscontea; insieme allo zio Giampietro Proti fu un protagonista della dedizione della città alla Repubblica di Venezia.
Si tratta di una famiglia nota per la fedeltà alla Repubblica di Venezia.
Da Thiene estesero i loro possedimenti in varie aree del vicentino, fino a Camisano Vicentino, dove, nella frazione di Rampazzo, San Gaetano Thiene fece costruire la cappella di famiglia che è ora l'attuale chiesa della frazione, fino ad arrivare alla fine del Cinquecento a Scandiano.
Nel 1439 il doge Foscari invia a Rovereto 200 militi vicentini comandati da Clemente di Thiene e successivamente, al comando di Giacomo di Thiene, vicario e capitano della città, entrano nel castello roveretano issando il vessillo della Serenissima.
L'imperatore Federico III l'11 febbraio 1469 concesse alla famiglia il titolo di conti palatini.

## I Thiene a Scandiano

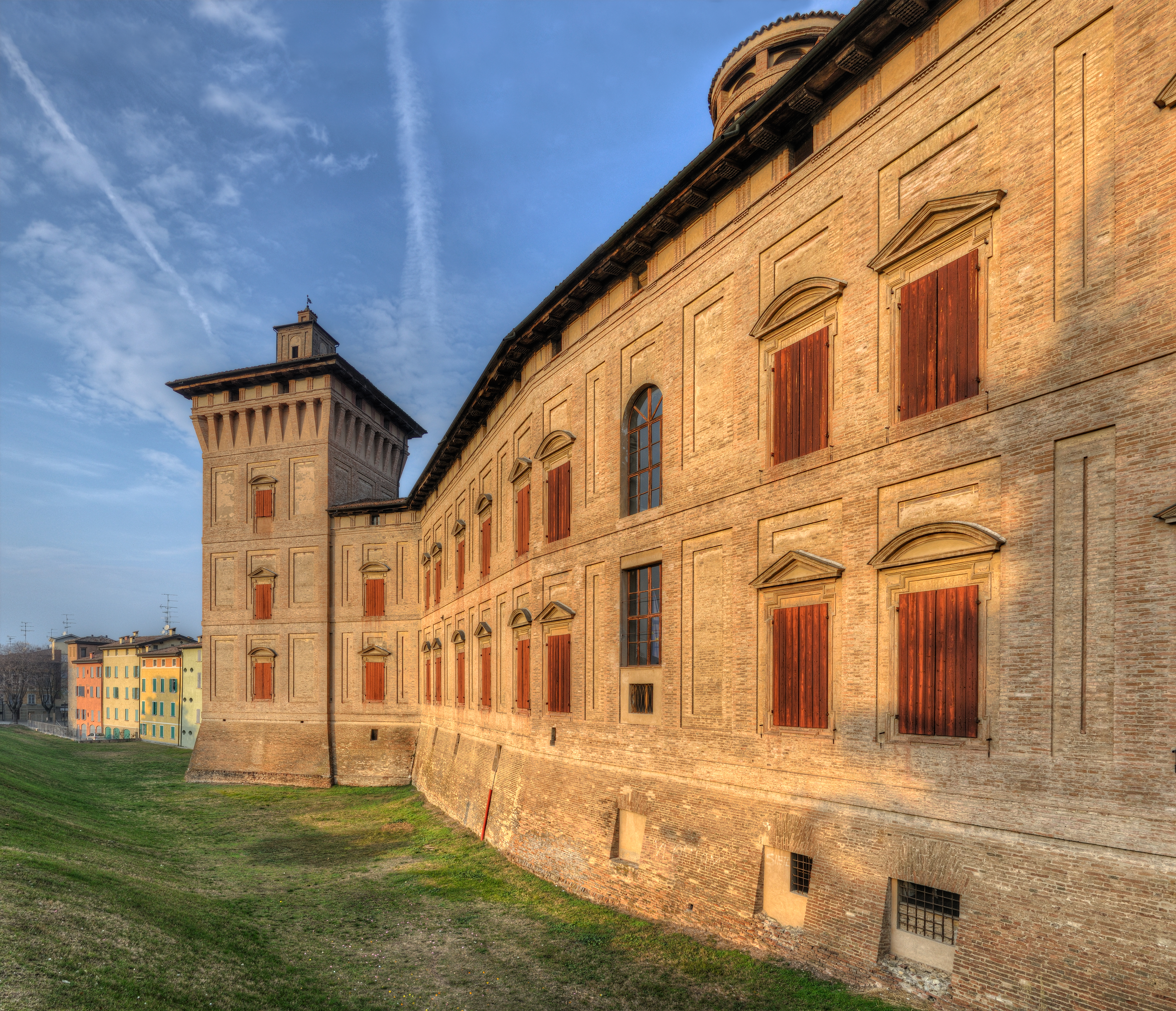
Scandiano, rocca dei Boiardo

Ottavio I Thiene sposa Laura Boiardo, figlia di Giulio Boiardo, e alla morte di Ippolito Boiardo, ultimo rappresentante di questa famiglia, nel 1565 riceve dal duca Alfonso II d'Este il feudo da trasmettersi in linea di primogenitura maschile, soggetta solo al duca, con il titolo di marchese. Il suo governo e quello dei figli Giulio Thiene e Ottavio II Thiene sarà arrogante e in difesa dei loro interessi e privilegi. Il governo dei Thiene dura fino al 1623 quando, non essendoci eredi maschi, il feudo ritorna come previsto alla Camera Ducale Estense.
Ottavio II nel suo periodo di governo intraprende la trasformazione della Rocca di Scandiano, richiedendo i servizi di Giovan Battista Aleotti.

## Membri della famiglia
Albero genealogico
Ramo dei Thiene di Vicenza dell'aquila e del cane
- Vincenzo del fu Tealdino (citato nel 1280 m. prima del 1304), pronipote del cardinale Uguccione 1191
  - Uguccione, Miglioranza e Marco, Stella, Camilla, Giulia  figli di Vincenzo
    - Simone Pietro, giudice (ramo del Cane), e Clemente (ramo dell'Aquila), figli di Miglioranza di Vincenzo
      - Giovanni, Miglioranza, Uguccione (m. 1373) e Galvano, figli di Simone Pietro
        - Odoardo, Simone, Tarsia figlì di Giovanni di Simone Pietro

Egano, Giorgio, Roberto, Valeriano figli di Simone di Giovanni
Uguccione, conte di Cicogna, e Corrado, figli di Odoardo di Giovanni
Bartolomeo figlio di Uguccione di Odoardo
Girolamo figlio di Bartolomeo di Uguccione
Lodovico figlio di Bartolomeo di Uguccione
Marco Thiene (1520-1552), scrittore
Francesco figlio di Bartolomeo di Uguccione (m. 1593)
Odoardo figlio di Francesco (m. 17 settembre 1567) Teodoro figlio di Francesco
- Leonardo Thiene (n. 1445)
- Roberto Thiene figlio di Simone e padre di Gasparo
- Gasparo Thiene, padre di Gaetano (m.1482)
- Gaetano Thiene (1480–1547), santo
- Marcantonio di Thiene
- Adriano di Thiene
- Enea di Thiene

### Ramo dei Thiene di Scandiano (1565-1623)
- Ottavio I Thiene, (m. 1574), 1° marchese di Scandiano
- Giulio Thiene,  (m. 1619), 2° marchese di Scandiano
- Ottavio II Thiene (m. 1623), 3° marchese di Scandiano

### Ramo dei Thiene dell'Aquila
- Clemente di Miglioranza
- Giovanni (morto nel 1495), Giacomo, Traiano, Elisabetta, Domitilla figli di Clemente
- Diego, Giacomo,
- Marco figlio di Giacomo

## Luoghi e architetture

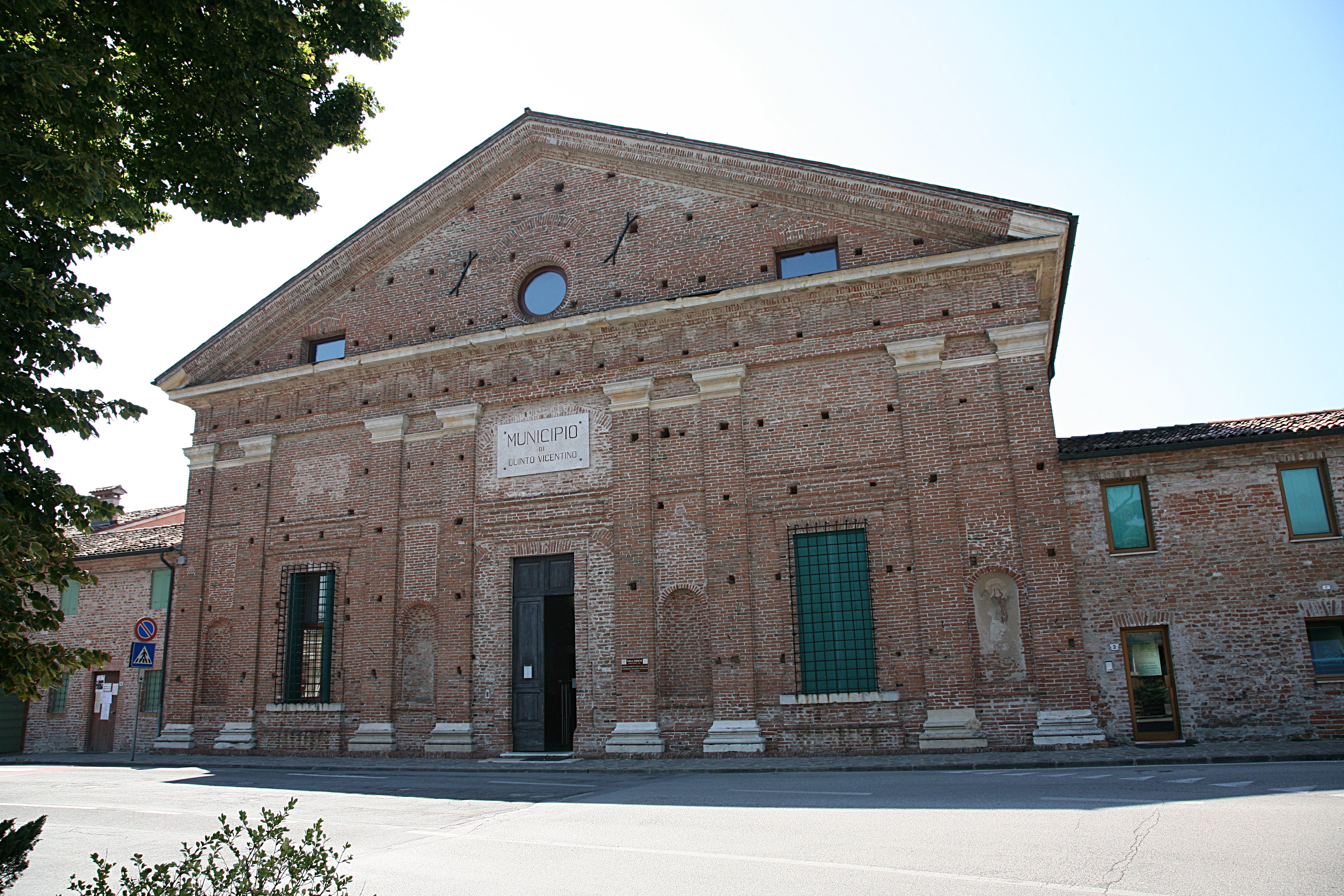
Villa Thiene a Quinto Vicentino

Nella provincia, ma soprattutto a Vicenza, sono diversi i palazzi che a vario titolo i conti si fecero costruire, i più famosi tra i quali sono certamente gli edifici progettati da Andrea Palladio.
- Thiene, città della provincia di Vicenza
- Castello Porto Colleoni Thiene (Thiene)
- Villa Thiene (Quinto Vicentino), per Marcantonio e Adriano Thiene, costruita da Andrea Palladio (1542) probabilmente su progetto di Giulio Romano
- Barchessa di Villa Thiene (Cicogna di Villafranca Padovana), unica parte realizzata di una villa per Francesco Thiene e i suoi figli Odoardo e Teodoro, progettata da Andrea Palladio (circa 1556)

Palazzi di Vicenza:
- Palazzo Thiene, in contrà Porti 12, per Marcantonio e Adriano Thiene, ristrutturato da Andrea Palladio (1542) probabilmente su progetto di Giulio Romano[9]
- Palazzo Thiene (Ludovico), in contrà Porti 8, angolo stradella Banca Popolare, edificio in stile gotico fiorito del Quattrocento[9]
- Palazzo Thiene Bonin Longare, in piazza Castello, per Francesco Thiene, progettato probabilmente da Andrea Palladio (1572) ed edificato da Vincenzo Scamozzi[9]
- Palazzo Thiene sul Corso, in corso Palladio, edificio tardo gotico di metà Quattrocento[9]
- Case Thiene, in contrà Porta Santa Lucia (Borgo di San Pietro)[9]
- Palazzo Thiene di Ercole, in corso Palladio (demolito dopo il bombardamento del 1944)[9]

## Opere d'arte e artisti collegati

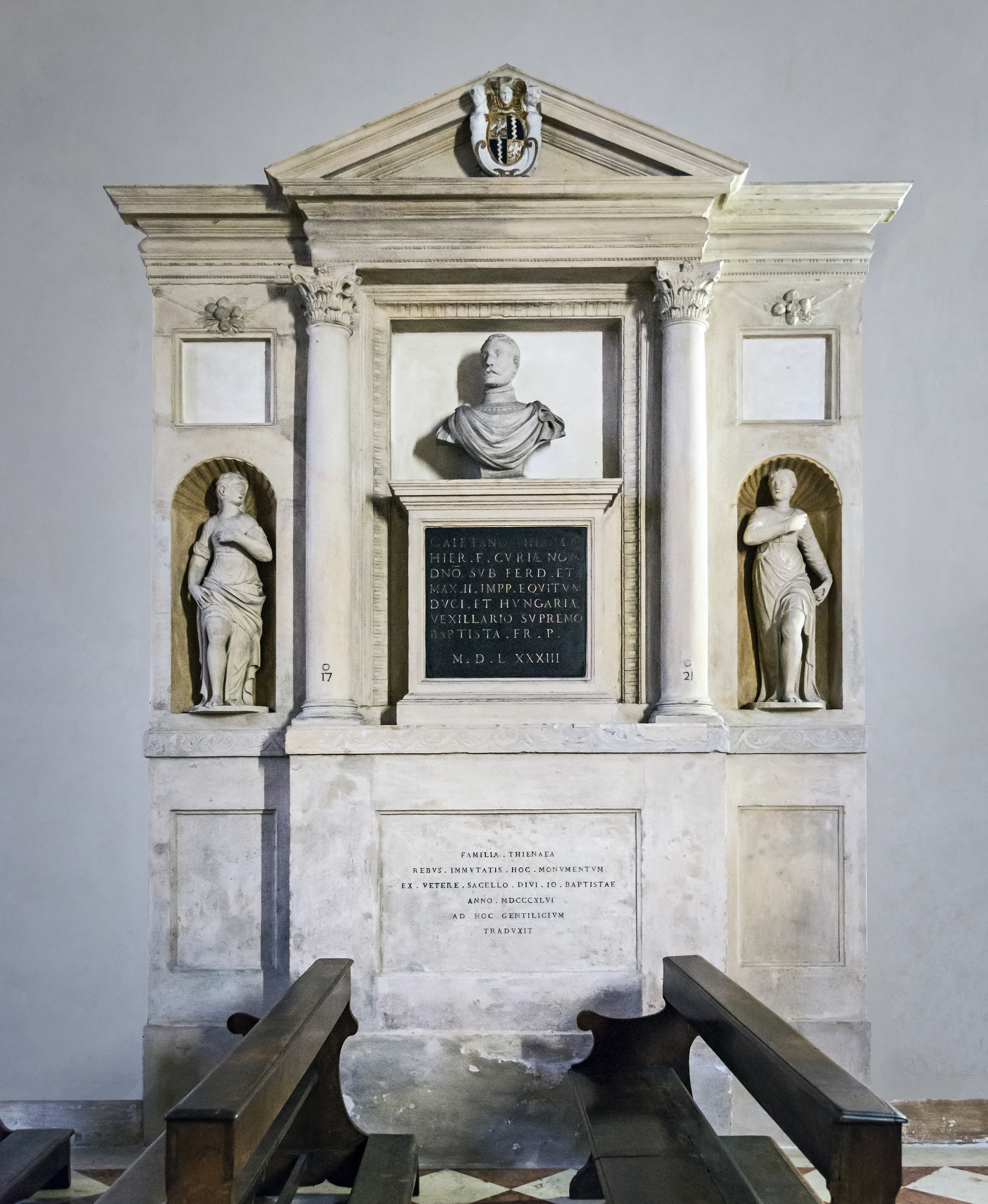
Cattedrale di Vicenza, cenotafio della famiglia Thiene, realizzato da Giulio Romano (1544)

- Opere
  - Apoteosi di san Gaetano Thiene
- Artisti
  - Giovan Battista Aleotti
  - Valerio Belli
  - Giovanni Antonio Fasolo
  - Domenico Guidi
  - Bartolomeo Montagna
  - Giambattista Tiepolo
  - Giovanni Battista Zelotti